# Алтхаузен
Алтхаузен (на немски: Altshausen) е община в окръг Равенсбург в регион Тюбинген в Баден-Вюртемберг, Германия с 4 131 жители (към 31 декември 2018). Намира се между Дунав и Боденското езеро в Горна Швабия.
Алтхаузен е споменат през 1004 г.